# جماسه عدیات الشریعه
جماسه عدیات الشریعه (به عربی: جماسة عدیات الشریعة) یک روستا در سوریه است که در ناحیه قلعه المضیق واقع شده‌است. جماسه عدیات الشریعه ۸٬۳۳۷ نفر جمعیت دارد.